# إسلام نوسانتارا

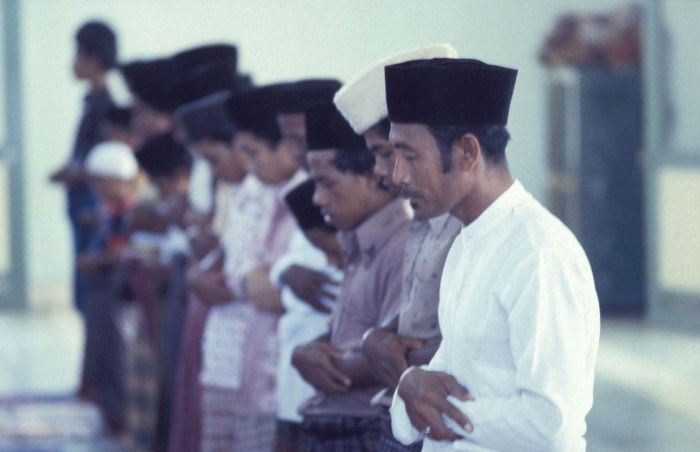
رجال مسلمون إندونيسيون يرتدون البيشي والسارونغ يقفون في أدائهم للصلاة.

إسلام نوسانتارا (بالإندونيسية: Islam Nusantara) إسلام جزر الهند الشرقية أو مايسمى حركة «الإسلام للإنسانية» هي حركة تدعو لإرجاع الرحمة والحب الكوني باعتبارها رسالة الإسلام الأساسية، المتعلق بما يٌعرف لديهم بالقديسين التسعة، أو مايعرف باسم «الأولياء التسعة» وهم تسعة من الدعاة العرب الذين كان لهم الدور بانتشار الإسلام في أندونيسيا. والذي تم تطويره في الأرخبيل الإندونيسي نوسانتارا على الأقل منذ القرن السادس عشر، وفقًا للواقع الاجتماعي والثقافي لإندونيسيا. تم صياغة هذا المصطلح رسمياً واقتراحه والترويج له من قبل جمعية نهضة العلماء المنظمة الإسلامية الإندونيسية في عام 2015، كنموذج معتدل للدين الإسلامي وبديل لتفسير وتمثيل الإسلام العالمي الذي تهيمن عليه حاليًا وجهات النظر العربية أو ما أُطلق عليه «إسلام الشرق الأوسط». ومن هذا المنطلق فأن تفسير هذا المصطلح يشوبه بعض الغموض، رغم استخدامه في مناسبات متعددة وتحدث الرئيس جوكو ويدودو عنه باعتباره النموذج المتسامح مع الآخر.
يُعرَّف إسلام نوسانتارا بأنه تفسير للإسلام يأخذ في الاعتبار العادات الإندونيسية المحلية في تكوين فقهه. في يونيو 2015 أعرب الرئيس الإندونيسي جوكو ويدودو صراحة عن دعمه لإسلام نوسانتارا، والذي يرى أنه الشكل المعتدل للإسلام المتوافق مع القيم الثقافية الإندونيسية. وُلِدَت هذه الحركة في 30 مارس 2017، في جاكارتا، إندونيسيا، عندما أعلنت «جيراكان بيمودا أنصار» وجمعية نهضة العلماء انطلاقَ جهدٍ مُكثَّف لتعزيز حركة الإسلام للإنسانية، عبر تطوير وتفعيل إستراتيجية عالَميَّة لإعادة غرس تعاليم الإسلام

## التاريخ
كان انتشار الإسلام في إندونيسيا ذا عملية بطيئة وتدريجية وسلمية نسبياً. تشير إحدى النظريات إلى أنها وصل مباشرة من شبه الجزيرة العربية قبل القرن التاسع، في حين تُنسب أخرى للتجار والخطباء الصوفيين في جلب الإسلام إلى الجزر الإندونيسية في القرن الثاني عشر أو الثالث عشر إما من غوجارات في الهند أو مباشرة من الدول العربية. بحلول القرن السادس عشر الميلادي بدأ الإسلام يحل محل الهندوسية والبوذية كإيمان رئيسي في الأرخبيل الإندونيسي. ينتمي الإسلام التقليدي في إندونيسيا بشكل رئيسي إلى الفرع السني الذي يدرسه علماء دين يدعون كياي في مدرسة داخلية تسمى بيسنترين خاصة في مناطق جاوة. أدرجت بعض جوانب الإسلام التقليدي في إندونيسيا الثقافة والعادات المحلية.
تأثرت الممارسة المبكرة للإسلام الإندونيسي بشكل أو بآخر بالصوفية والروحانية الجاوية المحلية الموجودة، مثل زيارة القبور، والمولد النبوي، ومن التقاليد الإسلامية التي تم مراعاتها بعناية من قبل المسلمين التقليديين في إندونيسيا ارتداء السارونج أثناء الصلاة، وإقامة الاحتفالات في ذكرى وفاة الأولياء الصالحين، وعدم الإحتفال بيوم المولد، حيث يعتبر في تقاليديهم الإسلامية أن يوم الوفاة هو الأولى بالاحتفال؛ لأنه يوم لقاء الله، وكذلك تختلف الطقوس الدينية المرتبطة بمراسم العزاء عن ماهو متعارف عليه فبعد الوفاة بثلاثة أيام تنظم جلسات للاستماع والذكر والتهليل والتكبير، ويتكرر عقدها بعد أسبوع، ثم بعد 40 يومًا، وبعد 1000 يوم من الوفاة.
يضاف لهذه الممارسات الدينية أمور أخرة مثل إقرار سلطة كياي، وتكريم الشخصيات الإسلامية البارزة مثل والي سونغو.
بعد دخول السلفية الحداثية للعالم الإسلامي تليها دعوة الشيخ محمد بن عبد الوهاب في شبه الجزيرة العربية ندد أصحاب هذه الدعوات التجديدية بتلك التقاليد التي انتهجها بعض الجماعات والعامة على أنها شرك أو بدعة، مستندين كشكل من أشكال التوفيق الذي أفسد نقاء الإسلام. وقد أدى هذه الدعوة إلى الخلاف الديني المستمر والتعايش المضطرب والتنافس الروحي إلى حد ما بين نهضة العلماء والحداثة المتدينة الجماعة المحمدية.
بعض دراسة تدمير الشرق الأوسط الذي مزقته الحرب والصراع الإسرائيلي الفلسطيني والربيع العربي وحرب العراق والحرب السورية، لاحظ العالم الإسلامي الإندونيسي أن بعض هذا الصراع له جانب ديني، وخاصة مشكلة التطرف الإسلامي. كما عانت إندونيسيا من العديد من الهجمات الإرهابية التي شنتها جماعة إسلامية جهادية مثل هجمات الجماعة الإسلامية على بالي. تظن بعض الجماعات الإندونيسية إن العقيدة المحافظة للغاية للسلفية التي انضمت إليها الدولة العربية السعودية وروجت لها، قد هيمنت على الخطاب العالمي للإسلام لعقود. وتفاقمت المشاعر الحذرة أكثر من قبل مجيء داعش في عام 2013 التي قامت بجرائم حرب بغيضة باسم الإسلام.
في السنوات الأخيرة كان هناك صعود للأصولية والتعصب الديني في إندونيسيا. داخليا شاركت بعض المنظمات الإسلامية الأجنبية والمحلية مثل حزب التحرير إندونيسيا وفرونت بيمبيلا إسلام في السياسة الإندونيسية في السنوات الأخيرة، مما قوض المؤسسة الإسلامية التقليدية وخاصة جمعية نهضة العلماء. كان يُنظر إلى هذه العناصر الإسلامية في السياسة الإندونيسية بشكل مريب على أنها تضعف وتضر بإيديولوجية الدولة.
يشير العلماء المسلمون الإندونيسيون المعتدلون وخاصة أولئك التقليديون من خلفية جمعية نهضة العلماء إلى أن المسلمين الإندونيسيين متميزون. هناك فرق بين التعريب والممارسة التقليدية للإسلام الإندونيسي. مقارنة بنظرائهم من المسلمين في البلاد العربية، يتمتع المسلمون الإندونيسيون بسلام وتناغم نسبيين منذ عقود. كان هذا بسبب تفسير الإندونيسيين للإسلام الأكثر اعتدالا وشمولا وتسامحا. إندونيسيا بصفتها أكبر عدد من السكان المسلمين في العالم يمكنها المساهمة في تطور العالم الإسلامي من خلال تقديم علامتها للإسلام كبديل للسلفية. وبالتالي تم تحديد إسلام نوسانتارا وصياغته والترويج له،وتجسد هذا في عدة نواحي منها قطيعة عظيمة الأثر كما سميت مع أحد مفاهيم ومصطلحات الإسلام، حيث أبطلت أكبر جمعية نهضة العلماء التصنيفَ الشرعي للكفار في خطوة من أجل خلق فقه إسلامي جديد يلغي المبادئ والتعاليم البالية الإسلامية، وتحقيق الاتفاق بين التعاليم الإسلامية وعالَم الديمقراطية وحقوق الإنسان الحديث

## السمات
السمات الرئيسية لإسلام نوسانتارا هو التواصل والرحمة ومناهضة الراديكالية، والدعوة الشاملة والمتسامحة. والتواصُل هنا يدل على الموقف الديني السني من الوسطية بدلاً من الموقف السياسي، وفي علاقاته بالثقافة المحلية يستخدم إسلام نوسانتارا نهجًا ثقافيًا متعاطفًا مع تعليم الإسلام. لم يدمر أو يعطل أو تحل محل الثقافة المحلية، بل على العكس من ذلك تحتضن الثقافة المحلية وتكريمها وتنميتها وتحافظ عليها. واحدة من السمات الرئيسية للإسلام نوسانتارا هو مراعاة الثقافة الإندونيسية المحلية في تشكيل الفقه (الفقه الإسلامي).
تم تطوير إسلام نوسانتارا محليًا في المؤسسة التعليمية الأصلية لمدرسة داخلية بيسنترين التقليدية. ونتيجة لذلك فإنه يقوم على المفاهيم الشرقية التقليدية للديانة والفلسفة. ويؤكد على احترام وضع وسلطة كياي أو العلماء. يحتاج الطلاب إلى الإرشاد المستمر لمعلمهم الديني حتى لا يضلوا أو يطوروا أفكارًا زائفة أو جذرية. جانب آخر مميز هو التركيز على رحمة الله العالمين (قيمة من أجل الكون) كقيمة إسلامية عالمية، والتي تعزز السلام والتسامح والاحترام المتبادل ونظرة تعددية إلى حد ما فيما يتعلق بالتفاعلات الإسلامية داخل الأمة وداخل المجتمع المسلم وفي ما بين علاقات الأديان.

## النقد
يؤخذ على حركة إسلام نوسانتارا تبنّي منهج دراسي تعليمي جديد على امتداد العالم الإسلامي وخطاب لاهوتي جديد لإعادة غرس التعاليم الإسلامية في سياق العصر الحديث بالتعاون مع باحثين من أوروبا، وأمريكا الشمالية لمواجهة ما يدعونه ”التعاليم والمبادئ البالية في القانون الإسلامي" وتبنّيها عبر عملية من الاجتهاد الجمعي أو مايسمى الاستنباط الجمعي أحكام فقهية جديدة لصياغة قانون إسلامي يرفض مبادئ الخلافة وحكم الشريعة وصفة ”الكافر“. ونحو السعي ونشر إسلام جديد قدم "رئيس عام جمعية نهضة العلماء، كياي حاج سعيد عقيل، أثناء زيارة الشيخ أحمد الطيب شيخ الأزهر مكتب الإدارة العامة لجمعية نهضة العلماء في جاكرتا"، قدم تعريفاً لإسلام نوسانتارا على أنه إسلام خاص بشعب نوسانتارا، وأندونيسيا وماليزيا وبروناي المخالف لإسلام العرب، ورداً على هذا قال الشيخ أحمد الطيب " إن الله تعالى لو علم أن إندونيسيا أهلٌ لرسالته الخاتمة لما نزلت على محمد" مؤكداً بحديثه للحاضرين على أن العرب هم الأمة المختارة لنشر تعاليم هذا الدين الحنيف وأضاف قائلاً "لا يصح إيمانكم إلا إذا أحببتم هذا العربي (يقصد النبي محمد) أكثر من نفوسكم ومن أبنائكم ومن أموالكم "
وفي تصريح من جمعية نهضة العلماء انها تتوقع استجابةً سلبية من المتطرفين المسلمين كما وصفتهم الذين اتهموا زورًا وبهتانًا حسب إدعائها نهضةَ العلماء بالسعي ”لإلغاء“ آيات مُحَدَّدَة مذكورة في القرآن الكريم، بعد إقرارها بعض المراسيم التي أوجَبَت أنه ليس ثَمَّ تصنيف شرعي لـ (كافر) في الدولة القومية الحديثة، ولا يوجد سوى ”مواطنين“؛ وأنه يلزم على المسلمين طاعة قوانين أي دولة قومية حديثة يقيمون فيها، وترد على ذلك بأنها تسعى لتحقيق الاتفاق بين التعاليم الإسلامية وعالَم الديمقراطية وحقوق الإنسان الحديث عبر استخدام مبادئ أصول الفقه نفسها التي طُبِّقَت لخَلْقِ القانون الإسلامي خلال العصور الوسيطة.
هذا ويتم معارضة إسلام نوسانتارا وانتقاده بشدة من قبل فروع الجمعيات الإسلامية الأخرى، وخاصة من قبل أتباع المناهج السلفية، أو المذاهب المماثلة الأخرى التي تسعى إلى «تطهير» الإسلام من أي عناصر محلية «غير إسلامية»، والتي غالباً ما يتم إدانتها على أنها شرك أو بدعة. حزب التحرير إندونيسيا وحزب العدالة والرفاهية والجبهة الدفاعية الإسلامية عارضوا صراحة إسلام نوسانتارا. تم انتقاد إسلام نوسانتارا باعتباره شكلاً توفيقيًا إلى حد ما للإسلام بين الأفكار والدعوات الأخرى، مما يقوض «كمال» وتفرد الإسلام ويفسد وحدة الأمة.
الجماعة المحمدية وهي ثاني أكبر منظمة إسلامية ذات نفوذ في إندونيسيا، فإنها على الرغم من أنها لا تعارض المفهوم بشكل مباشر، فقد شددت على أن مصطلح إسلام نوسانتارا يجب تناوله بحذر وتناسب، وليس لتقويض وقمع الفروع الأخرى للإسلام، أو التفاهمات المختلفة، أو مذاهب الإسلام الأخرى. إذا فضلت الدولة إسلام نوسانتارا وتبنته ورفعته وروجت له فإنهم يخشون أن تعاني الفروع الإسلامية الأخرى من الاضطهاد والتمييز.